# طاش ما طاش 10
طاش ما طاش 10، مسلسل كوميدي سعودي من إنتاج التلفزيون السعودي، والعرض الأول كان في (6 نوفمبر 2002). تأليف عبد الله السدحان وناصر القصبي وإخراج عبد الخالق الغانم.

## فريق الممثلين
من بطولة الممثلين:
- عبد الله السدحان
- ناصر القصبي

## وصلات خارجية
صفحة المسلسل على موقع السينما 